# Ipomoea seducta
Ipomoea seducta är en vindeväxtart som beskrevs av Homer Doliver House. Ipomoea seducta ingår i släktet praktvindor, och familjen vindeväxter. Inga underarter finns listade i Catalogue of Life.